# Ажак
Ажа́к (фр. Ajac) — коммуна во Франции в регионе Лангедок — Руссильон, департамент Од.
Население — 196 человек (1999), площадь коммуны — 5,29 км². Плотность населения — 37,05 чел/км².
Муниципалитет расположен на расстоянии около 650 км к югу Парижа, 155 км юго-западнее Монпелье, 26 км юго-западнее Каркассонн.

## Демография
| 1962 | 1968 | 1975 | 1982 | 1990 | 1999 |
| ---- | ---- | ---- | ---- | ---- | ---- |
| 218  | 219  | 226  | 217  | 209  | 196  |